# Habura
Habura (in tedesco Haaburg, in ungherese Laborcfő, in ruteno Habur) è un comune della Slovacchia facente parte del distretto di Medzilaborce, nella regione di Prešov.
Fu menzionato per la prima volta in un documento storico nel 1543 quando nella località la giustizia veniva amministrata secondo le norme del diritto germanico. All'epoca apparteneva alla Signoria di Humenné. Nel XVI secolo passò ai Csáky, ai Szirmay e nel 1863 al conte Adolf Dobrianszky.